# Dublinské království
Dublinské království byl středověký státní útvar Seveřanů a Gaelo-seveřanů v Irsku, který existoval na ostrově v letech 853–1170. Jeho území odpovídalo většině dnešního kraje Dublin. Norové jej nazývali Dyflin (z irského Dubh Linn, tj. „Černý bazén“). Království bylo založeno norskými vikingy, kteří na toto území zaútočili v 9. století. Postupem doby začali noví vikinští osadníci splývat s většinovým keltským (gaelským) obyvatelstvem.

## Historie
První odkaz na vikingy pochází z Ulsterské kroniky a první záznam z roku 841 říká „Pohané stále na Lough Neagh“. Od tohoto data dochází k tomu, že historici odkazují na lodní pevnosti nebo přístavy v Irsku. Můžeme bezpečně předpokládat, že vikingové zde poprvé přezimovali v letech 840–841. Skutečné umístění přístavního dublinského města je stále těžce diskutovaným tématem. Norští vládci z Dublinu byli často spolukráli a občas i králi Jórvíku v dnešním anglickém hrabství Yorkshire. Za jejich vlády se Dublin stal největším otrokářským přístavem v západní Evropě.
Časem se vikinští osadníci v Dublinu stávali stále více gaelicizovanými a začali projevovat velké množství gaelského a norského kulturního synkretismu. Vznikla tak specifická etnicko-kulturní populace, která bývá označována jako Gaelo-seveřané (staroirsky Gall-Goídil, irsky Gall-Ghaeil, anglicky Norse-Gaels).
V roce 988 vedl Máel Sechnaill mac Domnaill počáteční gaelské dobytí Dublinu. Výsledkem je, že za rok založení Dublinu pokládají někteří rok 988, ačkoli vesnice existovala na místě Dublinu již před římskou okupací Británie téměř tisíc let dříve.